# Agave maculosa
Agave maculosa ist eine Pflanzenart aus der Gattung der Agaven (Agave) in der Unterfamilie der Agavengewächse (Agavoideae). Das Artepitheton maculosa stammt aus dem Lateinischen, bedeutet ‚gefleckt‘ und verweist auf die marmorierten Laubblätter.

## Beschreibung
Agave maculosa wächst mit aufrecht-übergebogenen, linealisch-lanzettlichen Laubblätter die tief rinnig sind. Die dunkelgrüne Blattspreite ist 14 bis 44 Zentimeter lang und 1,2 bis 2,7 Zentimeter (in Kultur bis 3,9 Zentimeter) breit. Sie ist ungefleckt oder mit heller grünen und braunen oder grünen Flecken besetzt. Die Flecken sind rund bis elliptisch und manchmal glauk. An den Blatträndern befinden für gewöhnlich kleine, voneinander entfernt stehende Zähne.
Der „ährige“ Blütenstand erreicht eine Höhe von 60 bis 140 Zentimeter (in Kultur von bis zu 180 Zentimeter). Der blütentragende Teil ist 14 bis 22 (selten 7,5 bis 29) Zentimeter lang (in Kultur bis 48 Zentimeter) und trägt sieben bis 29 (selten bis 41) ausgebreitete Blüten. Der Fruchtknoten ist 9 bis 16 (selten bis 19) Millimeter lang. Die Perigonröhre weist eine Länge von 6 bis 16 Millimeter auf. Ihre innen gelbgrünen oder mahagonibraunen Perigonzipfel sind 9 bis 13 (selten 6 bis 16) Millimeter lang. Der Griffel ist bis zu 4 Millimeter  länger oder bis zu 10 Millimeter kürzer als die Perigonröhre.
Die kugelförmigen bis länglichen Früchte sind 1,6 bis 1,9 (selten bis 2,5) Zentimeter lang und 1,3 bis 1,6 Zentimeter breit. Sie enthalten Samen von 4 bis 5 Millimeter Länge und 3 bis 4 Millimeter Breite.

## Systematik und Verbreitung
Agave maculosa ist in den Vereinigten Staaten im Süden des Bundesstaates Texas sowie in den mexikanischen Bundesstaaten Nuevo León, Hidalgo, Puebla, San Luis Potosí, Tamaulipas und Veracruz im trockenen Chaparral, an Hängen oder zwischen Felsen, aber auch in feuchten Eichenwäldern in Höhenlagen von 10 bis 1830 Metern verbreitet.
Die Erstbeschreibung durch William Jackson Hooker wurde 1859 veröffentlicht.
Nomenklatorische Synonyme sind Manfreda maculosa (Hook.) Rose (1903) und Polianthes maculosa (Hook.) Shinners (1966). Weitere Synonyme sind Agave maculata Engelm. ex Torrey (1859, nom. illeg. ICBN-Artikel 53.1), Agave maculosa var. minor Jacobi (1868), Agave maculosa var. brevituba Engelm. (1875) und Agave maculata var. brevituba (Engelm.) Mulford (1896, unkorrekter Name ICBN-Artikel 11.4)
Die Art gehört in die Untergattung Manfreda und wird dort der Manfreda-Gruppe zugeordnet.

## Nachweise